# Rhynchosporium orthosporum
Rhynchosporium orthosporum är en svampart som beskrevs av Caldwell 1937. Rhynchosporium orthosporum ingår i släktet Rhynchosporium, ordningen disksvampar, klassen Leotiomycetes, divisionen sporsäcksvampar och riket svampar.   Inga underarter finns listade i Catalogue of Life.